# Partido Comunista Británico

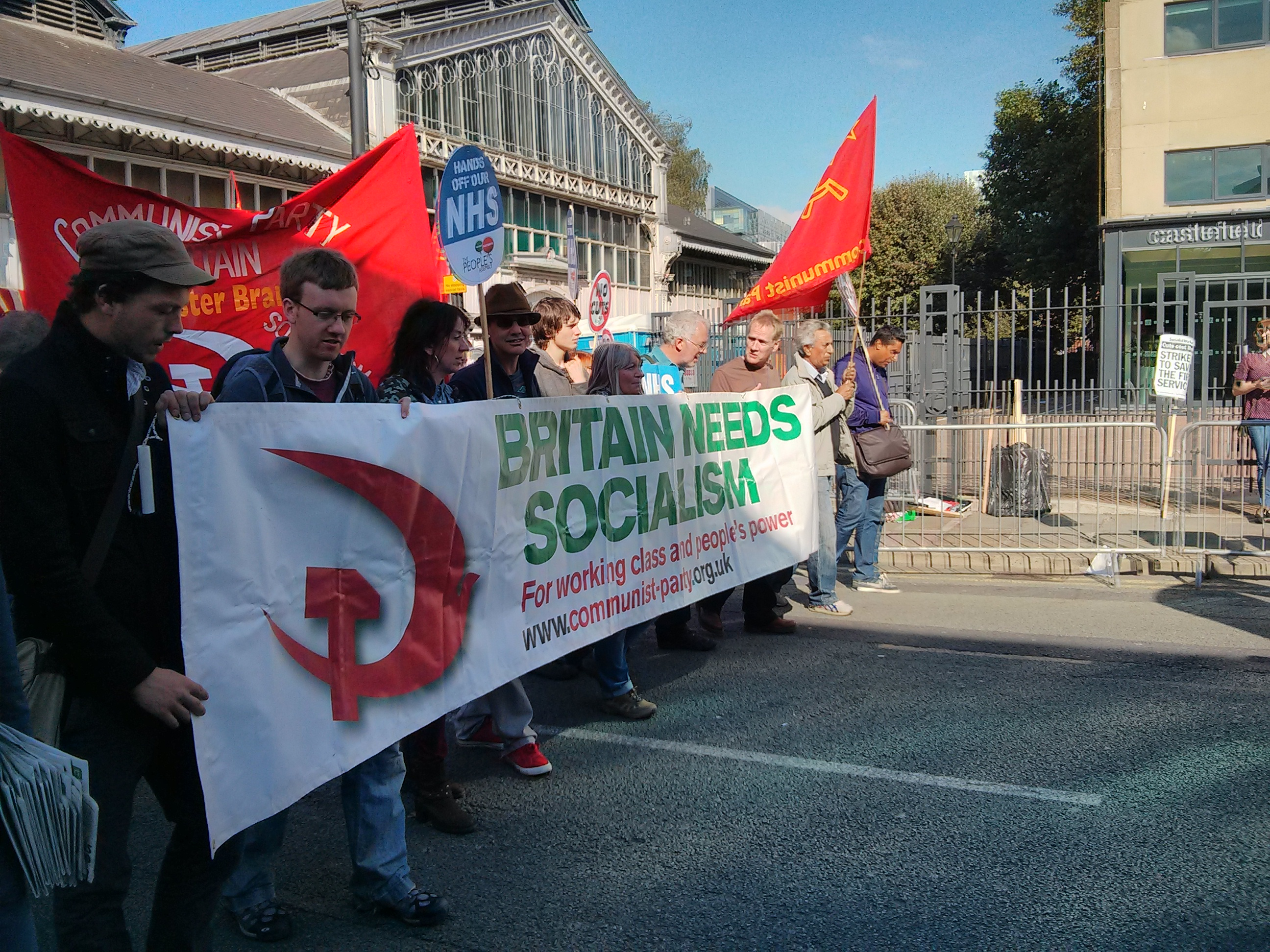
Marcha del Partido Comunista Británico.

El Partido Comunista Británico (CPB) es un partido comunista de Reino Unido que surgió de una disputa entre eurocomunistas y marxistas-leninistas en el Partido Comunista de Gran Bretaña en 1988. Sigue la teoría marxista-leninista y apoya lo que considera los Estados socialistas existentes. El partido mantiene relaciones fraternales con los partidos gobernantes de Cuba, China, Laos y Vietnam. Está afiliado a nivel nacional a la Campaña de Solidaridad con Cuba y la Campaña de Solidaridad con Venezuela. Es miembro del Encuentro Internacional de Partidos Comunistas y Obreros, Junto con otros 117 partidos políticos. Tras la disolución de la Unión Soviética, el partido fue uno de los dos firmantes británicos originales de la Declaración de Pionyang.

## Historia
El Partido Comunista Británico (CPB) fue formado en 1988 por un grupo de militantes descontentos del Partido Comunista de Gran Bretaña (CPGB), incluyendo la redacción del The Morning Star. 
Los fundadores del CPB atacaron el liderazgo del CPGB por abandonar supuestamente el clasismo y el protagonismo de la clase obrera en el proceso revolucionario en Gran Bretaña. El ala juvenil de la CPGB, la Liga de jóvenes comunistas, había colapsado, y el The Morning Star estaba perdiendo circulación.
Al año siguiente, los dirigentes del CPGB declaran formalmente que habían abandonado el programa del partido "british road to socialism" (camino británico al socialismo). Miembros del partido perciben esto como que el CPGB da la espalda al socialismo.
Los miembros del CPB fueron impulsados después de la disolución de la CPGB en 1991 y su reforma como la "Izquierda Democrática". Muchos miembros de la facción "Straight Left" (quienes estaban en desacuerdo con las políticas Eurocomunistas) que se quedaron en el CPGB formaron un grupo llamado "Enlace comunista" que más tarde optó por unirse al CPB. Otros permanecieron en la Izquierda Democrática o se unieron al Partido Laborista. Esta no fue la primera división dentro del Partido Comunista. 
El Partido Comunista de Gran Bretaña (marxista-leninista) fue fundado en 1968 por un destacado dirigente sindical de ingeniería, Reg Birch, quien había sido un miembro prominente del CPGB y en ese momento se disputa partidario de la línea de Beijing en el conflicto sino-soviético. Antes de la caída de la Unión Soviética, las diferencias ideológicas entre los miembros del partido llevaron al establecimiento del nuevo Partido Comunista (formado en 1977), quien también se opone al Eurocomunismo.
El partido apoyó en gran parte la creación del "Communist Campaign Group" y uno de sus líderes prominentes, Mike Hicks, fue elegido en el puesto de Secretario General cuando el partido fue fundado en 1988. En enero de ese año Hicks fue expulsado como secretario general en una votación de 17 a 13, impulsada por John Haylett (quien era también editor del Morning Star) en una reunión del comité ejecutivo del partido. Los partidarios de Hicks en el comité administrativo del Morning Star suspendieron y luego despidieron a Haylett, quien lideró una larga huelga en el Morning Star, finalizando con la victoria en la reincorporación de Haylett. Algunos de los partidarios a Hicks fueron despedidos y otros dimitieron en protesta. Formaron un grupo de discusión llamado Foro Marxista y continuaron manteniendo posiciones prominentes en la Marx Memorial Library en Londres. 
El partido siempre estuvo relacionado con el movimiento de trabajo y comercio de Gran Bretaña. Es parte de la coalición Stop the War; el expresidente del movimiento Andrew Murray es un miembro del Partido Comunista Británico. Antes de la formación de la coalición Respect - The Unity, liderada por George Galloway y apoyada por el Socialist Workers Party, el partido se comprometió en un mayor debate acerca de si debiera unirse a una alianza electoral con Galloway y SWP. Con eso a su favor, incluyendo al Secretario General Robert Griffiths, Andrew Murray y el editor del Morning Star John Haylett, fueron, sin embargo, derrotados en un Congreso Especial en 2004. 

## Ideología
La ideología del partido es el marxismo-leninismo. Es antiimperialista, anticapitalista y sindicalista. Su programa se llama El Camino Británico al Socialismo.

### Actitudes hacia los estados socialistas

#### Unión Soviética
La actitud del partido hacia la Unión Soviética fue positiva, sin embargo, critica las acciones de Nikolai Yezhov a fines de la década de 1930 como "violaciones de la democracia socialista". La evaluación final de la Unión Soviética se resume en El camino al socialismo de Gran Bretaña:
Rusia y los demás países de la Unión Soviética se transformaron de dictaduras monárquicas semifeudales y semicapitalistas en sociedades modernas con casi pleno empleo, educación y atención médica universalmente gratuitas, viviendas asequibles para todos, transporte público extenso y barato, recursos científicos y científicos impresionantes, instalaciones culturales, derechos para las mujeres y grados de autogobierno para nacionalidades anteriormente oprimidas. Esto se logró a través de una ruptura histórica mundial con la propiedad capitalista y las relaciones sociales, sobre la base de la propiedad social de la industria y la planificación económica centralizada.

— Socialismo: lecciones hasta ahora

#### Corea del Norte
El Partido Comunista de Gran Bretaña y el Partido de los Trabajadores de Corea son miembros del Encuentro Internacional de Partidos Comunistas y Obreros, por lo que tienen relaciones positivas. Así, la Unión de Jóvenes Comunistas tiene relaciones fraternales con la Liga de la Juventud Patriótica Socialista. Challenge, la revista de la UJC, ha publicado artículos en apoyo a la RPDC.